# ГЕС l’Isle Maligne
ГЕС l’Isle Maligne – гідроелектростанція у канадській провінції Квебек. Знаходячись між ГЕС Chute-à-la-Savane з однієї сторони та ГЕС Chûte-à-Caron і ГЕС Shipshaw з іншої сторони, входить до складу каскаду у сточищі річки Сагне, яка за сто вісімдесят кілометрів на північний схід від міста Квебек впадає ліворуч до річки Святого Лаврентія (дренує Великі озера).
Станція є першою власне на Сагне, тоді як перші чотири ступені каскаду розташовані на річці Перібонка, найбільшому допливу озера Сен-Жан. Річка бере початок з озера двома протоками – La Grande Décharge та La Petite Décharge, котрі оточують з півночі та півдня острів Альма. У першій з них за десяток кілометрів від початку знаходиться острів l’Isle Maligne, протоки в районі якого перекрили за допомогою трьох бетонних гравітаційних гребель. Найбільшою з них – 44 метри у висоту та 540 метрів у довжину – є ліва споруда, інтегрована з машинним залом гідроелектростанції. Греблі в центральній та правій протоках обладнані пристроями для перепуску надлишкової води та мають висоту 17 і 41 метр при довжині 234 і 211 метрів відповідно.
Крім того, для створення водосховища ще двома греблями перекрили південний витік Сагне. Ці споруди також можуть перепускати надлишкову воду  і мають висоту по 11 метрів при довжині 76 і 113 метрів. Скинута через них вода прямує по  La Petite Décharge біля 15 км до його злиття з La Grande Décharge нижче від ГЕС l’Isle Maligne. Разом з чотирма допоміжними спорудами – двома бетонними гравітаційними та двома земляними, висотою від 2,5 до 17 метрів та довжиною від 61 до 198 метрів, п’ять гребель на витоках Сагне створюють підпір у озері Сен-Жан, перетворюючи його на водосховище з площею поверхні 1055 км2 та об’ємом 5,42 млрд м3.
Машинний зал обладнаний дванадцятьма турбінами загальною потужністю 402 МВт, які використовують напір у 33,5 метра.
Власником станції є світовий алюмінієвий гігант Rio Tinto Alcan.